# Çayağzı
Çayağzı (kurdisch: Zimtêk) ist ein Dorf im Landkreis Yayladere der türkischen Provinz Bingöl. Çayağzı liegt an einer Flussbiegung des Peri Çayı in Tallage auf 980 m über dem Meeresspiegel – dort, wo die Provinzen Tunceli (Dêrsim), Elazığ (Elazîz) und Bingöl (Çewlig) aufeinanderstoßen. Çayağzı hatte im Jahre 2013 insgesamt 79 Einwohner.
Der kurdische Name wurde in der Form „Zimtek“ ins Grundbuch aufgenommen. und bei den Volkszählungen von 1970 und 1980 als Alternativbezeichnung verwendet.
Die erste Dorfschule wurde 1956 eröffnet.
Seit 2006 ist das Dorf mit Trinkwasser versorgt.
Çayağzı wurde im Rahmen des Pembelik-Staudamm-Projektes geflutet, was etliche Bewohner zum Wegzug zwang. Während einige Einwohner neue Häuser oberhalb des gefluteten Tales errichteten, zog ein Großteil in die nächstgelegene Kreisstadt Karakoçan.